# Catedral de Santa María de la Asunción (Montepulciano)
La Catedral de Santa María de la Asunción es el principal lugar de culto católico en Montepulciano, en la provincia de Siena, catedral de la diócesis de Montepulciano-Chiusi-Pienza.

## Historia
La catedral fue construida entre 1586 y 1680 en un proyecto de Orvieto Ippolito Scalza. El edificio fue construido en lugar de la antigua iglesia parroquial de Santa María, cuyos derechos plebeyos, adquiridos alrededor del año 1000, se derivan de una antigua iglesia ubicada fuera de los muros del castillo, donde hoy se encuentra la iglesia de San Blás. La iglesia fue consagrada solemnemente el 19 de junio de 1712 por Francesco Maria Arrighi, obispo de Montepulciano.

## Descripción

### Exterior
La única estructura que sobrevive de la antigua iglesia parroquial es el enorme campanario de travertino y ladrillos, construido en el tercer cuarto del siglo XV por Iacomo y Checco di Meo da Settignano. La parte apical, marcada por las estrechas campanas bifore, nunca se finalizó. La fachada tampoco está terminada, mientras que los laterales, acabados con un revestimiento de ladrillos y bloques de travertino, están culminados por pilastras toscanas que incluyen arcos redondos.

### Interior

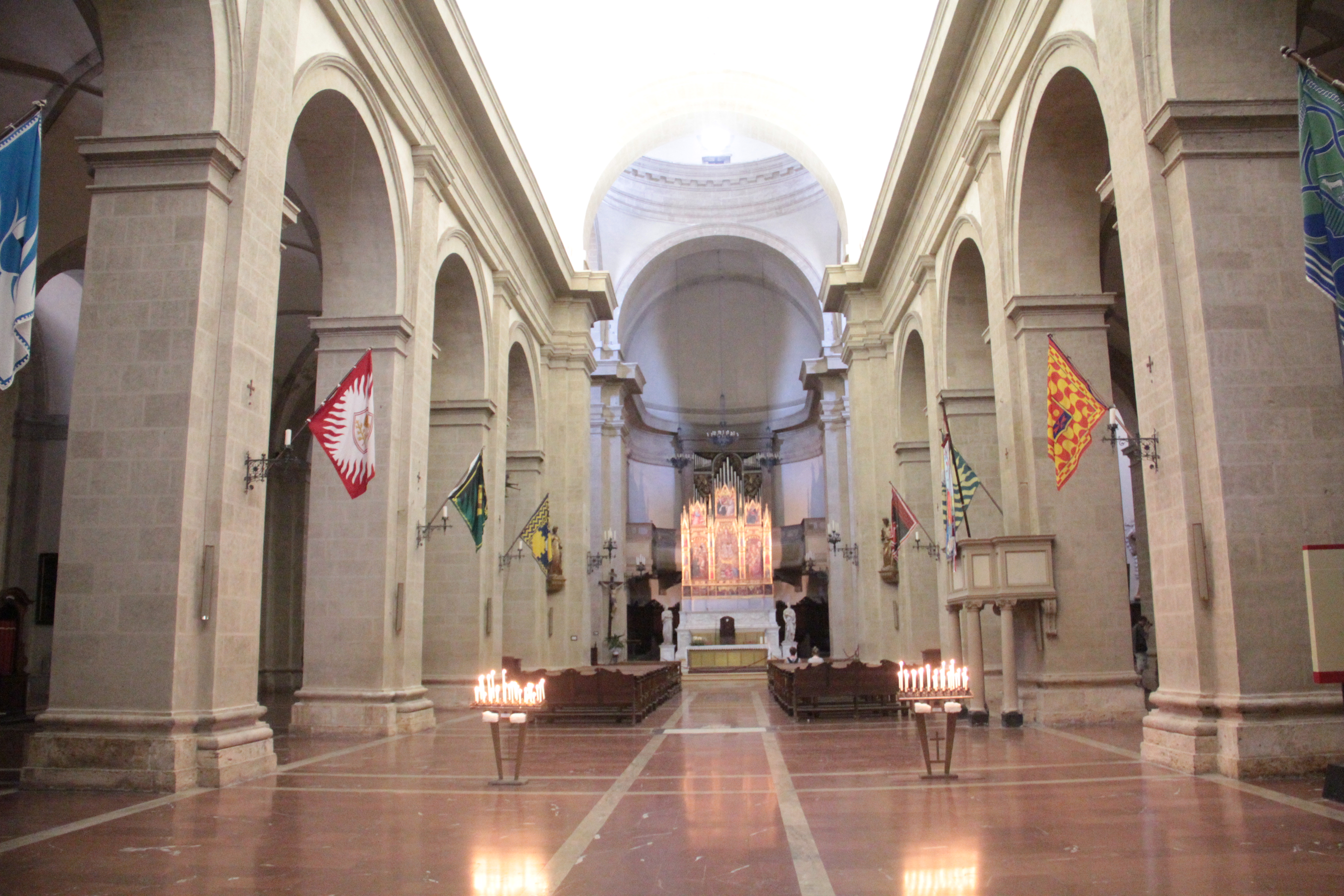
Interior

Dentro del entramado arquitectónico, de clara ascendencia florentina, es austera y elegante debido a la claridad que le proporcionan las paredes enyesadas que se alternan con las paredes de mampostería en piedra. La planta, de cruz latina, está dividida en tres naves por unos pilares que sustentan los arcos redondos. En el pasillo central, en el crucero y en el ábside de Scarsella, existen entablamientos que soportan una bóveda de cañón. En la intersección de los dos cuerpos ortogonales, las pechinas angulares soportan el tambor en el que se encuentra la cúpula. Los pasillos laterales están cubiertos por bóvedas de crucería y entre ellas aparecen capillas abovedadas. En un pilar del lado derecho se encuentra el púlpito soportado por columnas jónicas.

### Obras de arte

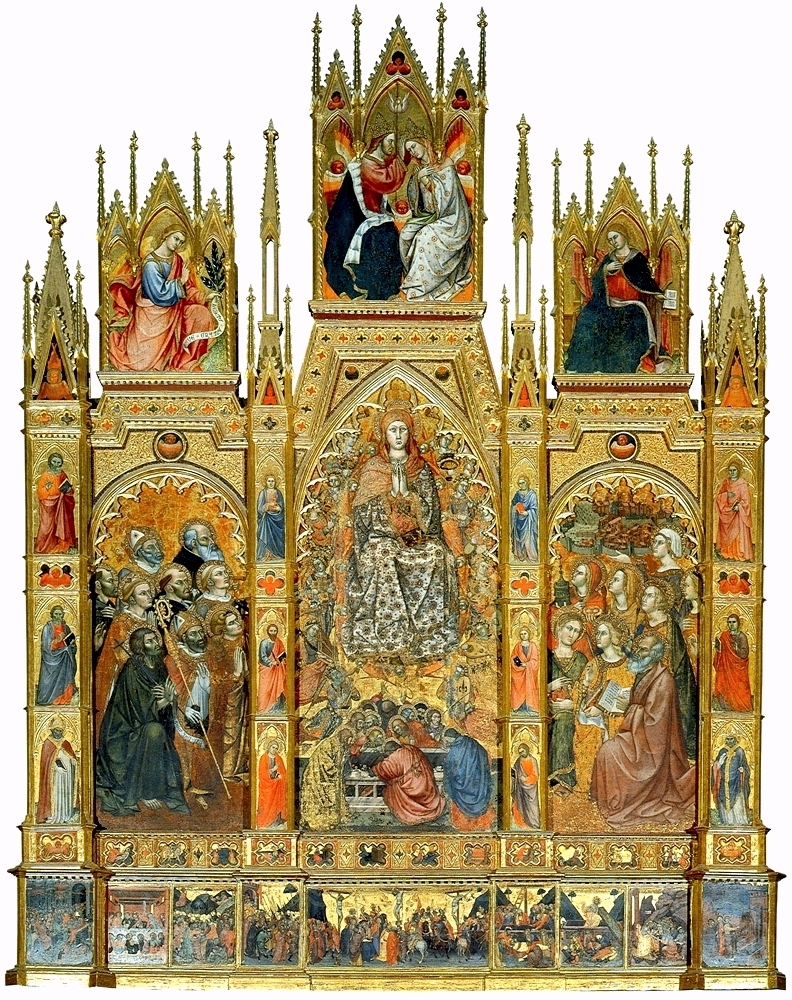
Trírptico de la Asunción de Taddeo di Bartolo (1401)

Los vastos espacios del templo están adornados con una gran cantidad de obras de arte. Algunos provienen de la antigua iglesia parroquial y otras iglesias en Polizia.
Entre ellos, uno de los más importantes es el Tríptico Monumental de la Asunción, pintado por Taddeo di Bartolo en 1401, que se eleva sobre el altar mayor. El panel central del tríptico muestra la figura monumental de Nuestra Señora de la Asunción rodeada de Ángeles, mientras que debajo se encuentran los doce apóstoles que se agolpan alrededor de la tumba vacía de la Virgen. Por encima de la Asunción vemos la Coronación de la Virgen. Las tres escenas deben leerse como una línea de tiempo de abajo hacia arriba con la Muerte de la Virgen, su Asunción y su Coronación. Los dos paneles laterales representan a varios santos en actitud de adoración hacia la figura central de la Virgen, mientras que en los cuatro pilares que rodean los diversos paneles vemos doce pequeñas figuras de Médicos de la Iglesia (tres por pilar). Sobre los dos paneles laterales se encuentran el Ángel que anuncia (a la izquierda) y la Virgen de la Anunciación (a la derecha). La predela en la parte inferior representa Nueve escenas de la vida de Jesucristo, mientras que por encima de la predela tenemos algunas escenas muy pequeñas del Antiguo Testamento.
Otro monumento de primordial importancia es el monumento funerario del siglo XV de Bartolomeo Aragazzi, en mármol de Carrara, construido por Michelozzo entre 1427 y 1436. Hoy el monumento está dividido en nueve fragmentos, de los cuales siete están en diferentes lugares de la iglesia: dos Las estatuas y el friso con putti y guirnaldas están ubicadas en el altar mayor (que data de principios del siglo XX), la estatua del difunto está en la contrafachada a la derecha, mientras que dos bajorrelieves que representan a la Virgen que bendice a la familia Aragazzi y el Comiato de la Madre. Los fallecidos de su familia están emparedados en las primeras columnas de la nave central; Dos ángeles se conservan en el Victoria and Albert Museum en Londres. El monumento fue demolido en la segunda década del siglo XVII, cuando se llevó a cabo la transformación de los altares y capillas; fue encontrado enterrado en el ábside de la iglesia, una ocasión en la que los dos ángeles también fueron robados, que ahora se encuentran en Londres. La disposición actual del monumento se remonta a 1815.

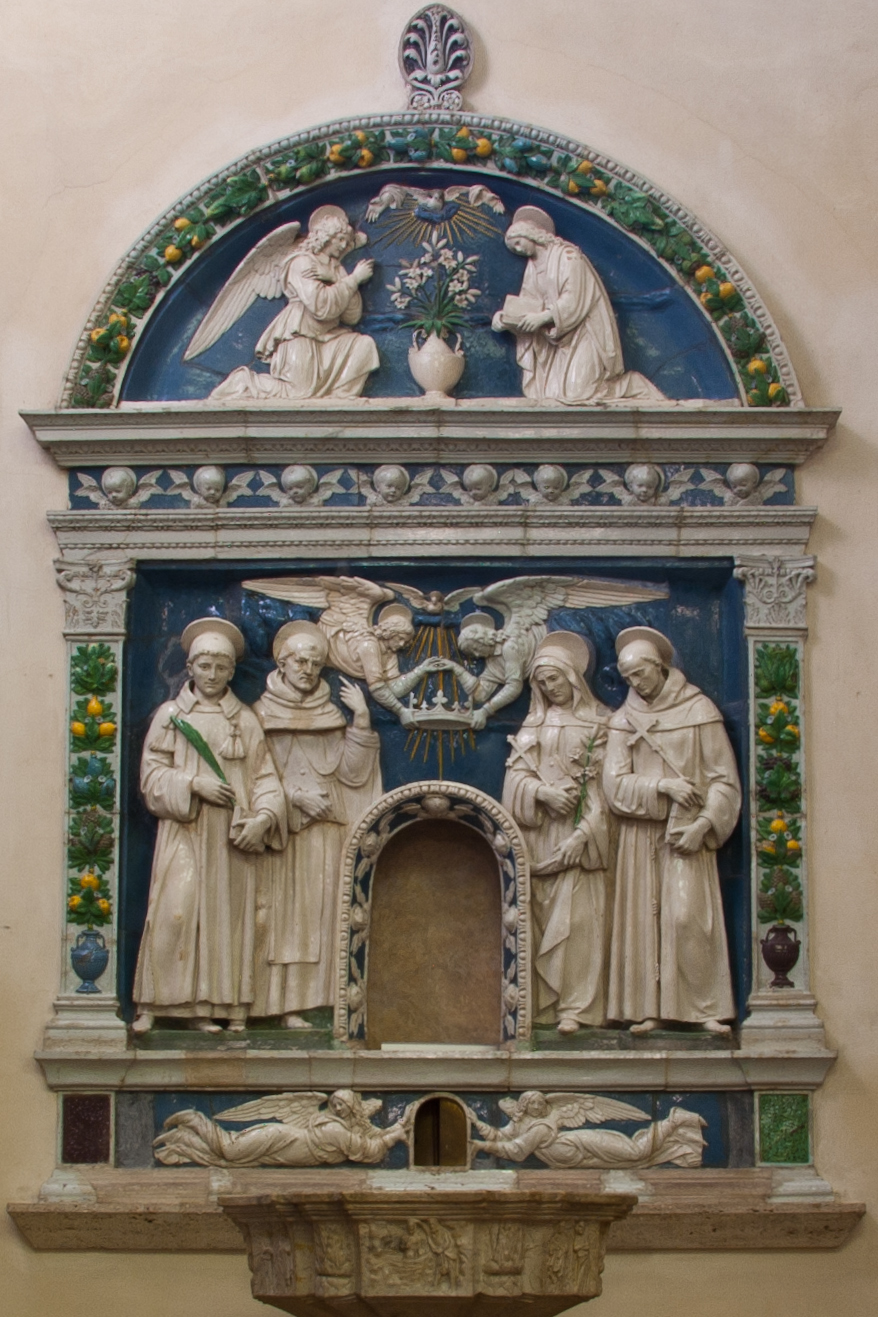
Altar de los lirios de Andrea Della Robbia (1512 ca.)

También es digna de mención el pequeño cuadro del siglo XV en una tablilla llamada Virgen del Pilar, realizado por Sano di Pietro, las estatuas de madera policromada del ángel anunciador y la Virgen de la Anunciación, de Francesco di Valdambrino, la mesa del siglo XVI con el Redentor de Bartolomeo Neroni llamada il Riccio, la pintura de San Sebastián, obra del siglo XVII florentino, en la Capilla del Santísimo Sacramento, el lienzo pintado en 1830 por Luigi Ademollo. En el centro de la primera capilla del lado izquierdo, que es el bautisterio, se encuentra la pila bautismal del siglo XIV, atribuida a Giovanni di Agostino o Tino di Camaino. En la pared posterior, el llamado altar del Gigli de terracota vidriada policromada de Andrea Della Robbia, el artefacto se remonta a 1512 y se coloca entre dos estatuas de autores desconocidos que representan a San Pedro (izquierda) y San Juan Bautista (derecha). La composición de Della Robbia se articula en dos niveles: el inferior presenta las figuras erigidas de cuatro santos que, desde la izquierda, son Santo Stefano, San Bonaventura, Santa Caterina de Siena y San Benedetto de Norcia. La superior, sin embargo, corresponde a la luneta, con la Anunciación.
En la sacristía y en la sala capitular hay una cantidad importante de muebles sagrados y pinturas, de varias épocas.

### Órgano
En el ábside del coro, detrás del altar mayor, se encuentra el órgano, construido entre 1837 y 1838 por Filippo II Tronci e inaugurado el 3 de agosto de 1839. Es un valioso instrumento histórico que presenta algunas singularidades casi únicas, respecto a los órganos italianos de su misma época: una extensión considerable del teclado con subdivisión entre bajos y sopranos según el uso español, orgánulos "reales y sonoros muertos", los dos registros de cornetas colocados frente a los tubos frontales y la presencia de dos registros de tercera de los que uno es el pedal.
El instrumento conserva prácticamente sus características originales, se acciona mediante transmisión mecánica y está alojado en una caja de madera, en cuyo interior encontramos un esquema de serliana. Consta de un solo teclado de 66 notas con contraoctava alta (división Bajo/Soprano a Do3 / Do # 3) y pedales de 17 notas con la primera octava, combinados constantemente con el manual y con el Registro de Contrabases 16 '+ 8' siempre insertado (el 18 y el 19 mandan a cada uno un Tímpano con tres tubos). Los registros se controlan mediante controles de desplazamiento lateral situados en dos filas a la derecha del teclado.